# Victoria Winter
Victoria Winter es una jinete canadiense que compitió en la modalidad de doma. Ganó dos medallas de bronce en los Juegos Panamericanos de 1995, en las pruebas individual y por equipos.

## Palmarés internacional
| Juegos Panamericanos | Juegos Panamericanos      | Juegos Panamericanos | Juegos Panamericanos |
| Año                  | Lugar                     | Medalla              | Categoría            |
| -------------------- | ------------------------- | -------------------- | -------------------- |
| 1995                 | Mar del Plata (Argentina) | Medalla de bronce    | Individual           |
| 1995                 | Mar del Plata (Argentina) | Medalla de bronce    | Por equipos          |